# Exposición Internacional de Lyon (1949)
La Exposición Especializada de Lyon (1949) fue regulada por la Oficina Internacional de Exposiciones y tuvo lugar en el año 1949 en Lyon, Ródano-Alpes, Francia. Dicho evento tuvo como tema el "Hábitat rural".